# Chùa Ngọc Hoàng
De Chùa Ngọc Hoàng is een boeddhistische pagode in de Vietnamese stad Ho Chi Minhstad, in de wijk Quận 3. Deze werd in 1909 gebouwd voor de Kantonese gemeenschap van de stad als taoïstische pagode en was oorspronkelijk een gewijd aan de Jadekeizer. De pagode werd toen de Tempel van de Jadekeizer (Ngọc Hoàng Điện, 玉皇殿) genoemd. Sinds 1984 behoort het gebouw toe aan de Boeddhistische geloofsgemeenschap van Vietnam.
De pagode heeft een opvallend elegant betegeld dak met op beelden op de hoeken. Voor het gebouw ligt een buitenhof met een schildpaddenvijver. De schildpadden staan symbool voor geluk en voorspoed. Van binnen is de pagode rijkelijk versierd met afbeeldingen, tegels en beelden van zowel boeddhistische als Taoïstische goden. Zo ook een groot beeld van de Jadekeizer dat in het hoofdheiligdom staat.
In 2016 bracht Barack Obama een bezoek aan de stad en bezocht hij ook deze pagode.